# Yves Demaria
Yves Demaria, né le 22 janvier 1972 à Marseille, est un pilote de motocross français.
Brillant pilote, il remporte des Grand Prix en 125 cm3, 250 cm3, 500 cm3 et dans la catégorie MX3. C'est dans cette catégorie qu'il remporte trois titres mondiaux, en 2004, en 2006 et en 2007. Il a également remporté en 2001 le Motocross des nations avec Luigi Séguy et David Vuillemin.

## Palmarès
- Vainqueur du Motocross des nations avec la France en 2001
- Champion du Monde 2004 en MX3[2]
- Champion du Monde 2006 en MX3
- Champion du Monde 2007 en MX3
- 37 victoires en Grand Prix
- Champion inter-continental 2000 en MX3
- 10 titres de champion de France